# Henrique, o Leão
Henrique o Leão (Ravensburg, 1129 — Brunsvique, 8 de agosto de 1195), Duque da Saxônia e da Baviera, foi um nobre medieval do século XII, cujo apelido se tornou o símbolo do brasão de Brunsvique.

## Biografia
Henrique o Leão era descendente da linhagem dos Guelfos (Welfen) e nasceu aproximadamente em 1129, na Alemanha, vindo a falecer em 8 de agosto de 1195 na cidade de Brunsvique. Aos treze anos, tornou-se regente do Ducado da Saxônia e fundou cidades como Lubeca e Munique.
Foi grande conquistador e respeitado por reunificar, novamente, a Saxônia e a Baviera.

## Vida privada e pública

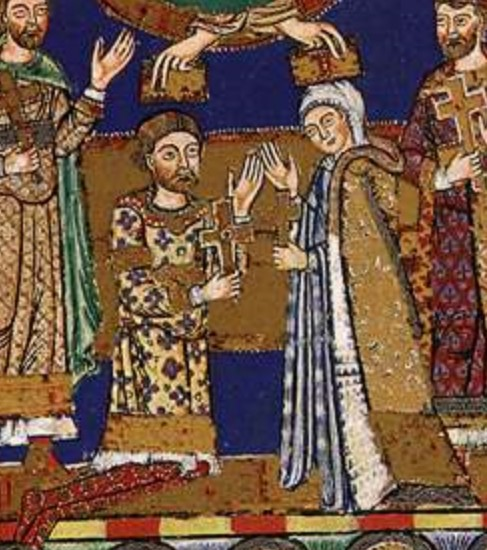
Representação da coroação de Henrique, o Leão e da sua esposa Matilde de Inglaterra

Casou-se em primeiras núpcias com Clemência de Zähringen, de quem se separou quando iniciou manobras e golpes contra o Imperador Frederico Barbarossa, que tinha a Casa de Zähringen como vassala e fiel.
Aos 36 anos de idade, em 1168, contraiu novas núpcias com Matilde de Inglaterra, filha de Henrique II da Inglaterra e Leonor da Aquitânia.
Em 1180, por ter recusado ajuda ao Imperador Romano-Germânico Frederico Barba Ruiva na campanha da Itália, foi formalmente despojado de seus feudos e, expulso, procurou abrigo com a mulher e os filhos na Inglaterra, governada por seu sogro Henrique II.

## Realizações principais
Henrique o Leão decidiu fazer de Brunsvique, uma cidade a cerca de 60 quilômetros de Hanôver, sua residência oficial em 1142, construindo, assim, o castelo de Dankwarderode e estabelecendo o leão como emblema de seu brasão e poder. Em 1166, mandou esculpir uma imagem desse animal em bronze, que passou a ser símbolo da cidade
, que foi colocado no centro da cidade como um símbolo.
Construiu, também, a Catedral de São Brás -  com interior todo decorado com motivos bizantinos -, cujas portas são marcadas por arranhões, os quais, segundo velha lenda, teriam sido deixados por um leão que o Duque teria salvado a vida em uma de suas peregrinações. Na realidade, entretanto, Henrique nunca encontrou um leão em suas andanças pela fé.
Seu filho Otão IV tornou-se, em 1208, imperador. Contudo, em 1212, foi excomungado pelo papa Inocêncio III e substituído por Frederico II.
Braunschweig ficou conhecida como a Cidade do Leão, em homenagem a Henrique o Leão e transformou-se na principal cidade da Europa Central medieval.
Seu pai, Henrique X da Baviera, foi restituído como Duque da Saxônia em 1139, depois de conflitos pelo poder, o que permitiu a Henrique assumir esse título em 1143.
Refundou a cidade de Lubeca em 1159, depois de um incêndio em 1157.